# Xian de Yuanyang (Henan)
Pour les articles homonymes, voir Yuanyang.
Le xian de Yuanyang (原阳县 ; pinyin : Yuányáng Xiàn) est un district administratif de la province du Henan en Chine. Il est placé sous la juridiction de la ville-préfecture de Xinxiang.

## Démographie
La population du district était de 627 791 habitants en 1999.